# Dinastía Crovan

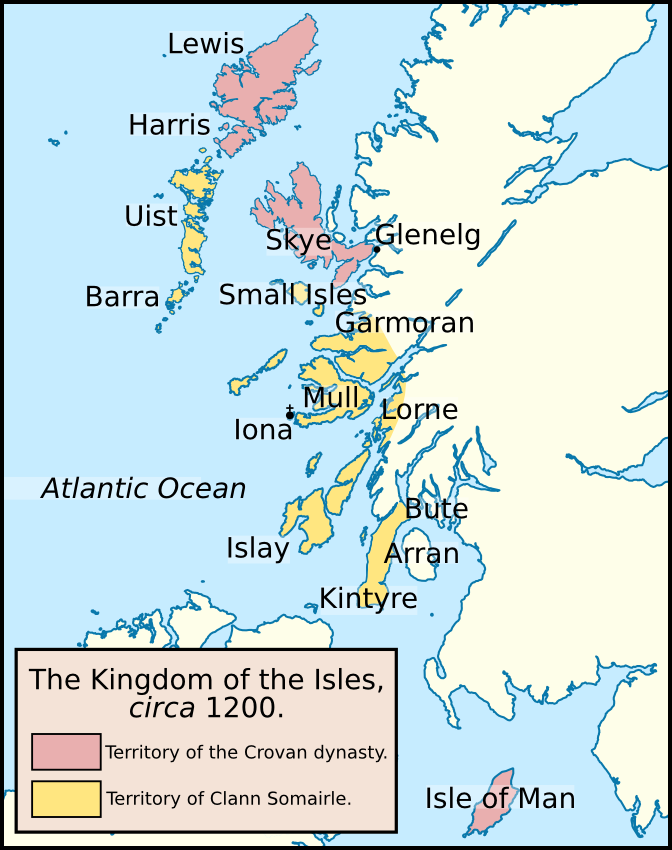
La división entre las tierras de la dinastía Crovan y el Clann Somhairle, c. 1200.

La dinastía Crovan, fue una influyente familia gobernante desde finales del siglo XI hasta mediados del siglo XIII de un reino insular conocido en fuentes secundarias como el Reino vikingo de Mann y el Reino de Mann y las Islas. El epónimo fundador de la dinastía fue Godred Crovan, quien apareció de la nada a finales del siglo XI, antes de tomar el control de la Isla de Man y el Reino de Dublín. La dinastía era de origen hiberno-nórdico, descendiente de una rama de los Uí Ímair, un parentesco dominante en la región del Mar de Irlanda que aparece registrado por primera vez a finales del siglo IX.
Los principales miembros de la dinastía Crovan formaron alianzas matrimoniales con las dinastías irlandesas y noruegas, así como con el Clann Somhairle de las Hébridas, el  Señorío de Galloway, señores anglonormandos, y posiblemente también el Reino de Gwynedd. Rodeados de monarcas ingleses, noruegos y escoceses, a veces amenazadores, y de varios señores de la guerra de la costa occidental de Escocia, los principales miembros de la dinastía reconocían en ocasiones con tacto y astucia el señorío de ciertos reyes de Noruega e Inglaterra, e incluso del Papado. El poder militar de la dinastía era su flota de galeras. Sus fuerzas lucharon en Irlanda, las Hébridas, Gales y la Isla de Man. La importancia de la galera para los reyes del mar de la dinastía Crovan se ilustra en su implementación sobre los sellos que se sabe que ciertos miembros usaron.
El historiador Alex Woolf cree que el Clann Somhairle puede considerarse como una rama cadete femenina de la dinastía Crovan.
Con el dominio de Somerled, la dinastía Crovan fue destituida temporalmente de todos sus territorios excepto la Isla de Man y Dublín. A la muerte de Somerled, se les permitió heredar parte del reino: Isla de Lewis, Harris y Skye.